# Radics István (író)
Radics István (szerbül: Стеван Радић) (Mohács, 1863. – Ürög (Vajdaság), 1917.) magyarországi szerb irodalmár, pedagógus.

## Életrajza
A szülővárosában végezte el a szerb nyelvű általánost és a magyar nyelvű magasiskolát. A tanítói iskolában sikeresen elvégezte Károlyvárosban. Ezután 1882-ben a Vukovár melletti Trpinyában tanár lett egy közösségi iskolában. Az épület lelakott volt, beomlott a nádtető amikor megérkezett a faluba. A lakosság segítségével felújították az iskolát. Nemsokára megalapítottak egy énekkart is. 10 év kulturális munkája révén a faluban virágzott a kulturális élet.
Ürögre 1892-ben érkezett, amikor a Szent Száva községi általános iskola felépült. Ebben a faluban is létrehozott egy énekkart, majd hét évig ingyenesen vezette a kórust. Amikor 1903-ban létrehozták a Szerb Karitatív Társaságot, két évvel később megválasztották a titkárává. Ezzel a társasággal alapítottak egy óvodát és a Krajčarski Társaságot. Közben azon dolgozott, hogy létrehozzák a Monarchiában a Szerb Tanácsot, amikor 1910-ben megtartották az első találkozót Szávaszentdemeteren.
1917-ben, 54 évesen hirtelen halt meg. Munkásságát nem tudta befejezni. Az ürögi temetőben helyezték örök nyugalomra.

## Munkássága
Munkásságát a Starmalom vicclappal kezdte el 1883-ban. Ezután a Srbobranban 1895, majd később a zastava és a Branik lapokat adta ki. 1898–1904 között adta ki a kéziratát Baranyában, Montenegróban, Szerémségben. A Javorban és a Stražilovban novellákat írt 1895 és 1909 között. Branikban utoljára a prágai utazásáról írt. A Pánszláv kongresszuson felszólalt a szerb tanárság küldöttsége képviseletében.
A századforduló előtt megalapította Ürögön a Dilettáns Színi Társulatot, amelynek több színdarabot is rendezett.